# Tom & Jerry al mare
Tom e Jerry al mare (The Cat and the Mermouse) è un film del 1949 diretto da William Hanna e Joseph Barbera. È il quarantatreesimo cortometraggio della serie Tom & Jerry. Fu distribuito negli Stati Uniti dalla Metro-Goldwyn-Mayer il 3 settembre 1949. In Italia è oggi più conosciuto col titolo Jerry e il topo di mare.

## Trama
Tom è in spiaggia e sta dormendo sotto l'ombrellone, ma viene accidentalmente svegliato da Jerry, che sta andando verso il molo a pescare. Tom insegue Jerry fino alla fine del molo, dove cade in mare, precipitando sul fondo. Scoprendo di poter respirare sott'acqua Tom imita scherzosamente tutte le creature marine che vede, finché vede Jerry sbucare da dietro una roccia. Tom cerca di prenderlo, ma Jerry riesce a liberarsi, rivelando a Tom di essere diventato un "topo-sirena", cioè un topo con la coda di pesce. Si scatena così un inseguimento sottomarino tra Tom e Jerry, durante il quale entrano dentro a una nave affondata. Poco dopo un pescespada arrabbiato li insegue, ma Tom riesce a metterlo fuori gioco. Più tardi quest'ultimo cattura Jerry, ma subito dopo una piovra lo cattura con i suoi tentacoli e lo trattiene saldamente. Jerry allora corre in soccorso di Tom, ma senza successo. Si scopre però che è stato tutto un sogno del gatto, infatti quest'ultimo viene mostrato sul molo disteso a pancia in giù, con un salvagente in mezzo al corpo e Jerry che effettua un massaggio cardiaco sulla schiena per fargli sputare l'acqua che ha inghiottito. Tom allora si sveglia e, una volta capito che è stato tutto un sogno, ringrazia Jerry e si rimette disteso sul molo in modo che possa continuare a massaggiarlo.

## Edizione italiana
Fino ai primi anni 2000, il cortometraggio veniva trasmesso sulle reti Rai col doppiaggio italiano, che è stato eseguito dalla Effe Elle Due per l'edizione televisiva. Nell'edizione italiana, le uniche voci presenti sono alcuni versi eseguiti da Franco Latini su Tom e da Isa Di Marzio su Jerry, solo nella scena finale. Nel 2002 vennero aggiornati i master televisivi dell'intera serie e per alcuni episodi non venne usato il doppiaggio italiano lasciando quindi la traccia inglese, proprio come nel caso di Tom e Jerry al mare. Lo stesso errore purtroppo è stato commesso nelle edizioni DVD e si è poi ripetuto in seguito. Ad oggi, il doppiaggio italiano è reperibile solo in alcune registrazioni d'epoca.